# S3 – Gemeinsam stärker
S3 – Gemeinsam stärker (OT: Lab Rats: Elite Force) ist eine amerikanische Fernsehserie, die in den Vereinigten Staaten zwischen dem 2. März und dem 22. Oktober 2016 auf Disney XD ausgestrahlt wurde.
Die Serie ist ein Spin-off der Serien S3 – Stark, schnell, schlau und Mighty Med – Wir heilen Helden. Darin führen Bradley Steven Perry, Jake Short und Paris Berelc ihre Rollen als Kaz, Oliver und Skylar aus Mighty Med sowie Billy Unger und Kelli Berglund ihre Rollen als Chase und Bree aus S3 – Stark, schnell, schlau fort.
Im Oktober 2016 wurde bekannt, dass es keine zweite Staffel geben wird.

## Handlung
Nachdem der teuflische Android Marcus Davenport auf der bionischen Insel besiegt wurde, beauftragt Donald Chase und Bree mit einer neuen Mission. Zwei Formwandler zerstörten das Mighty Med Hospital während ihres Rachefeldzugs gegen Superhelden. Chase und Bree müssen sich nun mit Kaz, Oliver und Skylar verbünden, um eine Elite-Einheit zu gründen, die das Beste aus Bionen und Superkräften vereint. Diese Helden müssen lernen, als Team zu arbeiten, mit der Mission, Centium City zu beschützen. Zusammen schwören sie, Bösewichte ausfindig zu machen, und die Sicherheit der Welt zu wahren.

## Synchronisation
| Rolle             | Darsteller           | Synchronsprecher    |
| ----------------- | -------------------- | ------------------- |
| Chase Davenport   | William Brent        | Maximilian Belle    |
| Bree Davenport    | Kelli Berglund       | Katharina Iacobescu |
| Kaz               | Bradley Steven Perry | Julian Rehrl        |
| Oliver            | Jake Short           | Felix Mayer         |
| Skylar Storm      | Paris Berelc         | Bettina Zech        |
| Donald Davenport  | Hal Sparks           | Alexander Brem      |
| Douglas Davenport | Jeremy Kent Jackson  | Benedikt Weber      |
| Roman             | Booboo Stewart       | Patrick Roche       |
| Riker             | Ryan Potter          | Domenic Redl        |

## Episodenliste
| Nr. (ges.) | Nr. (St.) | Deutscher Titel            | Originaltitel                | Erstausstrahlung USA | Deutschsprachige Erstausstrahlung (D) |
| ---------- | --------- | -------------------------- | ---------------------------- | -------------------- | ------------------------------------- |
| 1          | 1         | Die neue Einheit           | The Rise of Five             | 2. März 2016         | 21. Nov. 2016                         |
| 2          | 2         | Held gesucht               | Holding Out for a Hero       | 9. März 2016         | 22. Nov. 2016                         |
| 3          | 3         | Die schlafenden Kräfte     | Power Play                   | 16. März 2016        | 23. Nov. 2016                         |
| 4          | 4         | Der Superhelden-Kodex      | The Superhero Code           | 23. März 2016        | 24. Nov. 2016                         |
| 5          | 5         | Höher, schneller, weiter   | Need for Speed               | 30. März 2016        | 25. Nov. 2016                         |
| 6          | 6         | Skylar gegen Chase         | Follow the Leader            | 6. Apr. 2016         | 28. Nov. 2016                         |
| 7          | 7         | Die Liste                  | The List                     | 13. Apr. 2016        | 29. Nov. 2016                         |
| 8          | 8         | Bionisch-Olympische Spiele | Coming Through in the Clutch | 25. Juli 2016        | 30. Nov. 2016                         |
| 9          | 9         | Der Eindringling           | The Intruder                 | 10. Sep. 2016        | 1. Dez. 2016                          |
| 10         | 10        | Der Stein aus dem All      | The Rock                     | 17. Sep. 2016        | 2. Dez. 2016                          |
| 11         | 11        | Gefangen auf Caldera (1)   | Home Sweet Home: Part 1      | 24. Sep. 2016        | 5. Dez. 2016                          |
| 12         | 12        | Gefangen auf Caldera (2)   | Home Sweet Home: Part 2      | 24. Sep. 2016        | 6. Dez. 2016                          |
| 13         | 13        | Die Halloween-Tradition    | Sheep-Shifting               | 1. Okt. 2016         | 7. Dez. 2016                          |
| 14         | 14        | Das Drohnenrennen          | Game of Drones               | 8. Okt. 2016         | 8. Dez. 2016                          |
| 15         | 15        | Lektion Babysitting        | Grown Up So Fast             | 15. Okt. 2016        | 9. Dez. 2016                          |
| 16         | 16        | Der Angriff                | The Attack                   | 22. Okt. 2016        | 12. Dez. 2016                         |